# Klepp Idrettslag (calcio femminile)
Il Klepp Kvinner Elite, abbreviato semplicemente in Klepp, è una squadra di calcio femminile norvegese, sezione della società polisportiva Klepp Idrettslag con sede a Klepp, nella contea di Rogaland. Fondata nel 1984, già dal 1987 giocò nella massima divisione, vincendola, del campionato nazionale, l'allora 1. divisjon, per non lasciarla da allora in tutta la sua storia sportiva.
La squadra, fino al campionato 2016 guidata dal tecnico islandese Jón Páll Pálmason, nella stagione 2017 partecipa alla Toppserien per la diciottesima volta consecutiva, alle quali si aggiungono le quattro di Eliteserien (1996-1999) e le nove di 1. divisjon (1987-1995).

## Palmarès

### Competizioni nazionali
- Campionato norvegese: 1

1987

### Altri piazzamenti
- Campionato norvegese:

Secondo posto: 1988, 2018
Terzo posto: 1989, 1990, 1997, 1999, 2019
- Coppa di Norvegia:

Finalista: 1987, 1996, 1997

## Organico

### Rosa 2019
Rosa e numeri di gara della rosa per la stagione 2019 tratti dal sito societario e della federazione norvegese.
| N. |                        | Ruolo | Calciatrice                  |
| -- | ---------------------- | ----- | ---------------------------- |
| 3  | Stati Uniti (bandiera) | C     | Zaneta Josseline Wyne        |
| 4  | Norvegia (bandiera)    | C     | Gry Tofte Ims                |
| 6  | Norvegia (bandiera)    | D     | Marte Kristine Gjellan Leine |
| 7  | Norvegia (bandiera)    | D     | Lena Soleng Hansen           |
| 8  | Norvegia (bandiera)    | D     | Ine Agnethe Aarskog          |
| 9  | Stati Uniti (bandiera) | D     | Amanda Frisbie               |
| 10 | Giamaica (bandiera)    | C     | Havana Solaun                |
| 11 | Norvegia (bandiera)    | A     | Hanne Kogstad                |
| 12 | Norvegia (bandiera)    | P     | Kristin Rage                 |
| 13 | Australia (bandiera)   | A     | Tameka Yallop                |
| 14 | Norvegia (bandiera)    | D     | Tuva Hansen (capitano)       |

| N. |                        | Ruolo | Calciatrice                  |
| -- | ---------------------- | ----- | ---------------------------- |
| 15 | Norvegia (bandiera)    | D     | Marthine Østenstad           |
| 17 | Norvegia (bandiera)    | A     | Matilde Alsaker Rogde        |
| 19 | Norvegia (bandiera)    | A     | Hege Hansen                  |
| 20 | Norvegia (bandiera)    | D     | Anette Snørteland Jensen     |
| 22 | Norvegia (bandiera)    | A     | Elisabeth Terland            |
| 23 | Stati Uniti (bandiera) | P     | Lindsey Burke Harris         |
| 25 | Norvegia (bandiera)    | D     | Susanne Vistnes              |
| 26 | Norvegia (bandiera)    | C     | Miriam Byberg                |
| 27 | Norvegia (bandiera)    | C     | Marie Hella Andresen         |
| 28 | Norvegia (bandiera)    | C     | Julie Austdal                |
| 30 | Norvegia (bandiera)    | A     | Madeleine Hille Mellemstrand |